# Future Strike
「Future Strike」（フューチャー・ストライク）は、日本の声優・歌手である小倉唯の楽曲で、2016年11月2日にKING AMUSEMENT CREATIVEより発売された7枚目のシングル。服部祐希が作詞、俊龍が作曲を手掛けた。

## 概要
前作『ハイタッチ☆メモリー』以来約6ヶ月ぶりのリリースとなる本作は、期間限定盤（KICM-91724）と通常盤（KICM-1725）の2種類が発売。期間限定盤は表題曲「Future Strike」のミュージックビデオおよびメイキング映像を収録したDVDが同梱された2枚組である。
表題曲は、2016年10月から放送されている、小倉自身が主人公ふたりのうちのひとりであるリンネ・ベルリネッタ役を務める「魔法少女リリカルなのはシリーズ」のスピンオフとなるTVアニメ『ViVid Strike!』のオープニング主題歌であり、小倉として初のオープニングタイアップ曲ともなった。また、シングル表題曲としてロック楽曲をセレクトするのも、デビュー曲である2012年の『Raise』リリース以来となる。
曲はTVアニメ『ViVid Strike!』のストーリーや世界観といったものをストレートに盛り込んだ「王道アニメソング」で、総合格闘技を通して2人の少女の数奇な運命と友情を描くアニメを真に表し、「Raise」以上に攻めの強いロックチューンに仕上がっている。また、自身が出演するミュージックビデオでは激しい殺陣を見事に演じており、PV公開時には大きな反響も呼んだ。
楽曲制作について小倉は「テンポが早い曲だから、1つ1つの言葉がちゃんと聴こえるように歌わなきゃっていうことを意識しましたね」と話している。
カップリング曲『winter tale』は曲調も含め恋愛要素を盛り込まれた曲で、小倉曰く「すごくポップでキャッチーな曲」とのこと。

## シングル収録内容

### 期間限定版
| #         | タイトル                             | 作詞      | 作曲      | 編曲       | 時間  |
| --------- | ------------------------------------ | --------- | --------- | ---------- | ----- |
| 1.        | 「Future Strike」                    | 服部祐希  | 俊龍      | 小高光太郎 | 4:25  |
| 2.        | 「winter tale」                      | 磯谷佳江  | 小野貴光  | 玉木千尋   | 4:06  |
| 3.        | 「Future Strike （off vocal ver.）」 |           |           |            | 4:23  |
| 4.        | 「winter tale （off vocal ver.）」   |           |           |            | 4:05  |
| 合計時間: | 合計時間:                            | 合計時間: | 合計時間: | 合計時間:  | 17:00 |

| #  | タイトル                       | 作詞 | 作曲・編曲 |
| -- | ------------------------------ | ---- | ---------- |
| 1. | 「Future Strike」(MUSIC VIDEO) |      |            |
| 2. | 「Future Strike」(MAKING)      |      |            |

### 通常盤
| #         | タイトル                             | 作詞      | 作曲      | 編曲       | 時間  |
| --------- | ------------------------------------ | --------- | --------- | ---------- | ----- |
| 1.        | 「Future Strike」                    | 服部祐希  | 俊龍      | 小高光太郎 | 4:25  |
| 2.        | 「winter tale」                      | 磯谷佳江  | 小野貴光  | 玉木千尋   | 4:07  |
| 3.        | 「Future Strike （TV size）」        |           |           |            | 1:32  |
| 4.        | 「Future Strike （off vocal ver.）」 |           |           |            | 4:23  |
| 5.        | 「winter tale （off vocal ver.）」   |           |           |            | 4:05  |
| 合計時間: | 合計時間:                            | 合計時間: | 合計時間: | 合計時間:  | 18:33 |

## チャート
| チャート（2016年）                      | 最高 順位 | 出典  |
| --------------------------------------- | --------- | ----- |
| 日本・オリコン 週間CDシングルランキング | 10        | [ 2 ] |
| Billboard Japan Hot 100                 | 14        | [ 6 ] |
| Billboard Japan Hot Animation           | 4         | [ 7 ] |
| Billboard Japan Hot Singles Sales       | 10        | [ 8 ] |

## 収録アルバム
| 曲名          | 収録アルバム        | 発売日        |
| ------------- | ------------------- | ------------- |
| Future Strike | 『Cherry Passport』 | 2017年7月26日 |